# Daniel Yergin
Daniel Yergin (né à Los Angeles le 6 février 1947) est un historien spécialiste de l'énergie et des relations internationales. 
Diplômé de Yale en 1968, il obtient ensuite un Ph.D. en relations internationales en 1974 à l'université de Cambridge. Son ouvrage majeur est Les hommes du pétrole (The Prize: The Epic Quest for Oil, Money, and Power), un livre à succès pour lequel il remporta en 1992 le prix Pulitzer de l'essai. Plusieurs de ces ouvrages ont été des succès de librairie et ont été adaptés sous forme de documentaires.
Il a fondé au début des années 1980, Cambridge Energy Research Associates (CERA), une société de conseil qui comprend maintenant 250 personnes, spécialisée dans l'énergie. Il est devenu un des principaux experts américains sur les questions énergétiques. Prenant le contrepied de l'opinion dominante en matière de pic pétrolier, il estime que le monde possède encore des réserves importantes que les progrès techniques permettront de mieux exploiter et que le prix actuel du pétrole va rééquilibrer l'offre et la demande au profit d'autres sources d'énergie.